# Conops brunnifrons
Conops brunnifrons är en tvåvingeart som beskrevs av Krober 1915. Conops brunnifrons ingår i släktet Conops och familjen stekelflugor.
Artens utbredningsområde är Gabon. Inga underarter finns listade i Catalogue of Life.